# Hydromyinae

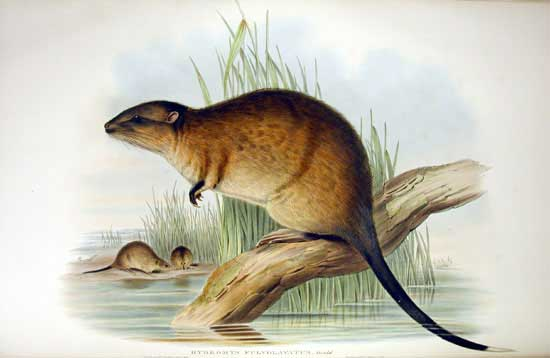
Australische beverrat (Hydromys chrysogaster)

De Hydromyinae is een verouderde onderfamilie van de Muridae die in verschillende indelingen gebruikt is. In haar gebruikelijkste vorm omvatte de onderfamilie de voornamelijk Nieuw-Guinese geslachten van de Hydromys- en Xeromys-divisies (Hydromys, Baiyankamys, Crossomys, Parahydromys, Paraleptomys, Microhydromys, Pseudohydromys, Leptomys en Xeromys; de indeling van de geslachten is door de jaren heen aan variatie onderhevig geweest). Deze groep werd gedefinieerd met behulp van de "bassinvormige" kiezen. Een ander kenmerk dat ze allemaal gemeen hebben is het verlies van de derde kiezen (behalve Leptomys, dat echter wel sterk gereduceerde derde kiezen heeft); twee soorten van Pseudohydromys hebben zelfs ook hun tweede kies verloren. Veel van deze geslachten hebben zich sterk aangepast aan het leven in het water (de Moncktonbeverrat is het extreemste geval) of aan een insectivoor dieet, waarbij ze de op Nieuw-Guinea ontbrekende spitsmuizen vervangen (onder andere de leden van Pseudohydromys).
In sommige indelingen zijn echter ook andere definities van de Hydromyinae gebruikt, die bijvoorbeeld ook het Filipijnse geslacht Chrotomys omvatten. Sommige Australische onderzoekers plaatsten zelfs alle "Old Endemics" van Australië en Nieuw-Guinea in de Hydromyinae (Pogonomys-, Uromys-, Pseudomys- en Lorentzimys-divisies). Hoewel deze definitie nog af en toe voorkomt in de Australische literatuur, plaatsen de invloedrijke classificaties tegenwoordig alle Australaziatische knaagdieren in de ene onderfamilie Murinae.